# Festival de la Canción de Eurovisión Junior 2019
El XVII Festival de la Canción de Eurovisión Junior fue la decimoséptima edición del festival júnior. Cuatro países mostraron en algún momento interés en albergar el festival: Armenia, Kazajistán, Rusia, y Polonia. Finalmente, fue este último país el elegido al haber sido la ganadora de la edición anterior.
Polonia fue quien logró la victoria gracias a que Viki Gabor hizo historia al mantener el triunfo para un país que había ganado el año anterior, además de ganar en su propio país. La subcampeona fue Kazajistán, que obtuvo su mejor resultado en su segundo año de participación. El tercer lugar recayó en España, que regresó después de 13 años de ausencia.

## Países participantes

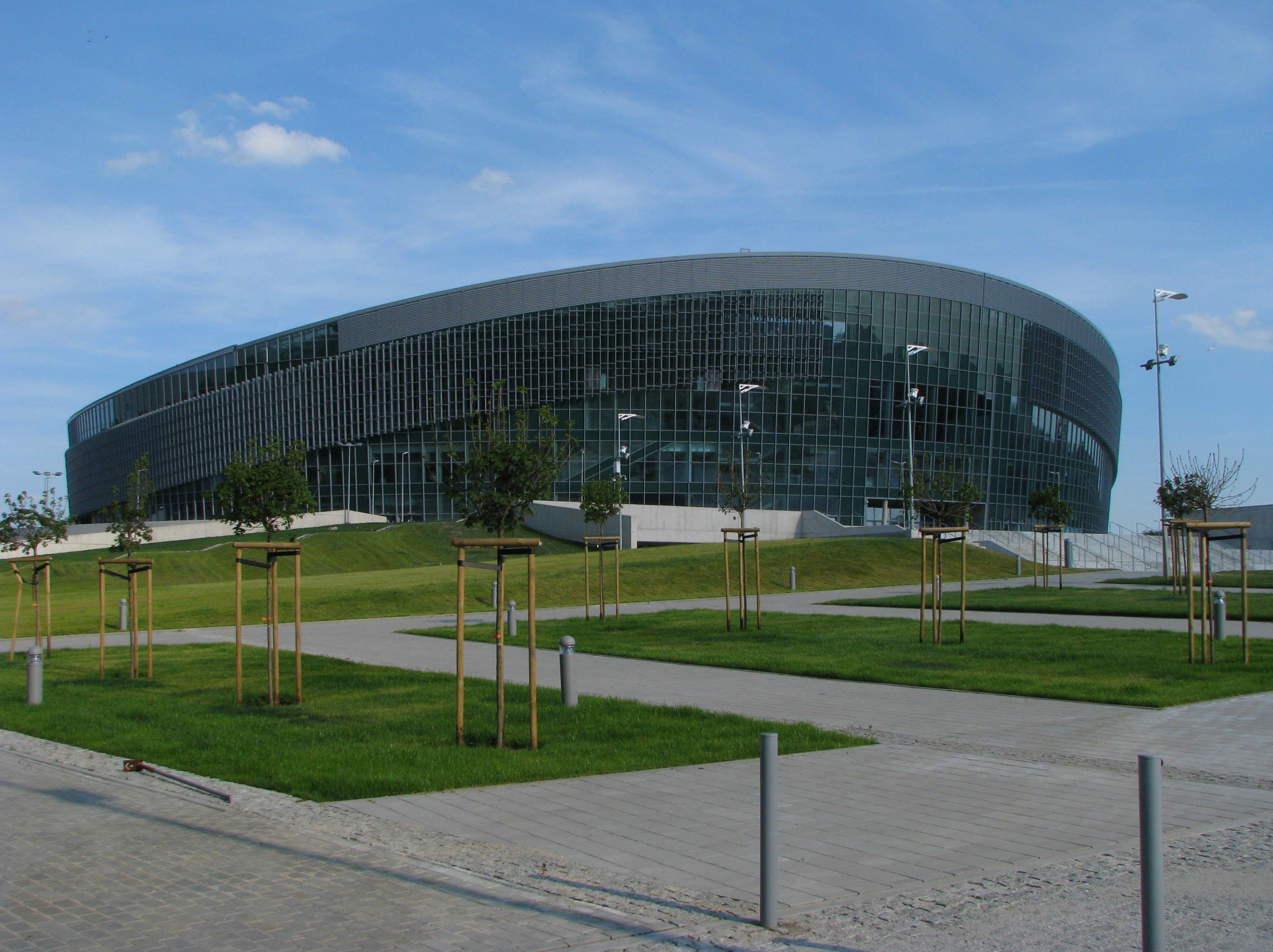
Gliwice Arena, sede de esta edición

De los 16 países fundadores, en esta edición participaron seis de ellos: Bielorrusia, España, Macedonia del Norte, Malta, Países Bajos y Polonia.
Han existido negociaciones con diferentes países para su regreso a la versión júnior, pero la mayoría de los antiguos participantes han declinado el regreso a causa de problemas económicos como el caso de Croacia, Letonia, Suiza, Chipre o Montenegro. Otros, lo han hecho sin dar motivo alguno, como el caso de Moldavia, Grecia y Suecia, mientras que países como Bélgica, Eslovenia o Dinamarca y Reino Unido, cuyas radiodifusoras afirman que el concurso no se ajusta a su programación.
Por su parte, aunque Noruega no estará presente un año más, desde los canales oficiales afirmaron el seguimiento de la decimoséptima edición del festival júnior, dejando en el aire una posible participación en el futuro. Asimismo, Estonia, Alemania, Eslovaquia, República Checa, Andorra, Bosnia y Herzegovina, Finlandia e Islandia confirmaron, un año más, que no debutarán en el festival junior.
En cuanto a Israel, país que regresó en la anterior edición, se retira y no participará en el presente festival. Aunque la cadena responsable no ha facilitado una razón, la organización del festival senior y su consiguiente inversión económica sería la principal motivación para no viajar hasta Polonia. Igualmente, Azerbaiyán, país que también regresó en la edición pasada, tampoco estará en esta edición del festival. Estos dos países son los únicos países que participaron en el festival de 2018 y que no estarán en el presente.
El 25 de junio de 2019, la televisión pública española, RTVE, confirmó el regreso de España (país fundador y ganador del festival del 2004), trece años después de su última aparición (2006).

### Canciones y selección
| País y TV               | Título original de la canción     | Artista                                | Proceso y fecha de selección                                                                   |
| País y TV               | Traducción al español             | Idiomas                                | Proceso y fecha de selección                                                                   |
| ----------------------- | --------------------------------- | -------------------------------------- | ---------------------------------------------------------------------------------------------- |
| Albania RTSH            | «Mikja ime fëmijëri»              | Isea Çili                              | Junior Fest 2019, 29-09-2019                                                                   |
| Albania RTSH            | «Mi amigo de la infancia»         | Albanés                                | Junior Fest 2019, 29-09-2019                                                                   |
| Armenia AMPTV           | «Colours of Your Dream»           | Karina Ignatyan                        | Depi Mankakan Evratesil 2019, 15-09-2019                                                       |
| Armenia AMPTV           | «Colores de tu sueño»             | Armenio e inglés                       | Depi Mankakan Evratesil 2019, 15-09-2019                                                       |
| Australia ABC           | «We Will Rise»                    | Jordan Anthony                         | Presentación de la canción, 06-10-2019 (cantante elegido internamente, 02-09-2019)             |
| Australia ABC           | «Nos levantaremos»                | Inglés                                 | Presentación de la canción, 06-10-2019 (cantante elegido internamente, 02-09-2019)             |
| Bielorrusia BTRC        | «Pepelny (Ashen)»                 | Liza Misnikova                         | Final Nacional, 20-09-2019 (Presentación versión final, 22-10-2019)                            |
| Bielorrusia BTRC        | «Ceniza»                          | Ruso e inglés                          | Final Nacional, 20-09-2019 (Presentación versión final, 22-10-2019)                            |
| España RTVE             | «Marte»                           | Melani García                          | Presentación de la canción, 04-10-2019 (cantante elegida internamente, 24-07-2019)             |
| España RTVE             | -                                 | Español                                | Presentación de la canción, 04-10-2019 (cantante elegida internamente, 24-07-2019)             |
| Francia FTV             | «Bim Bam Toi»                     | Carla                                  | Elección interna, 11-10-2019                                                                   |
| Francia FTV             | «Bim Bam tú»                      | Francés                                | Elección interna, 11-10-2019                                                                   |
| Gales S4C               | «Calon yn Curo (Heart Beating)»   | Erin Mai                               | Chwilio Am Seren 2019, 24-09-2019 (Presentación versión final, 10-10-2019)                     |
| Gales S4C               | «Latidos del corazón»             | Galés                                  | Chwilio Am Seren 2019, 24-09-2019 (Presentación versión final, 10-10-2019)                     |
| Georgia GPB             | «We Need Love»                    | Giorgi Rostiashvili                    | Ranina 26-05-2019 (Presentación de la canción, 07-10-2019)                                     |
| Georgia GPB             | «Necesitamos amor»                | Georgiano e inglés                     | Ranina 26-05-2019 (Presentación de la canción, 07-10-2019)                                     |
| Irlanda TG4             | «Banshee»                         | Anna Kearney                           | Junior Eurovision Éire 2019, 06-10-2019 (Presentación versión final, 23-10-2019)               |
| Irlanda TG4             | -                                 | Irlandés                               | Junior Eurovision Éire 2019, 06-10-2019 (Presentación versión final, 23-10-2019)               |
| Italia RAI              | «La Voce Della Terra»             | Marta Viola                            | Elección interna, 09-10-2019                                                                   |
| Italia RAI              | «La voz de la Tierra»             | Italiano e inglés                      | Elección interna, 09-10-2019                                                                   |
| Kazajistán Khabar       | «Armanyńnyan Qalma»               | Yerzhan Maxim                          | Presentación de la canción, 10-10-2019 (cantante elegido internamente, 29-07-2019)             |
| Kazajistán Khabar       | «No desperdicies tus sueños»      | Kazajo e Inglés                        | Presentación de la canción, 10-10-2019 (cantante elegido internamente, 29-07-2019)             |
| Macedonia del Norte MRT | «Fire»                            | Mila Moskov                            | Presentación de la canción, 15-10-2019 (cantante elegida internamente, 09-07-2019)             |
| Macedonia del Norte MRT | «Fuego»                           | Macedonio e inglés                     | Presentación de la canción, 15-10-2019 (cantante elegida internamente, 09-07-2019)             |
| Malta PBS               | «We Are More»                     | Eliana Gomez Blanco                    | Malta Junior Eurovision Song Contest 2019, 20-08-2019 (Presentación de la canción, 12-10-2019) |
| Malta PBS               | «Somos más»                       | Maltés e Inglés                        | Malta Junior Eurovision Song Contest 2019, 20-08-2019 (Presentación de la canción, 12-10-2019) |
| Países Bajos AVROTROS   | «Dans Met Jou»                    | Matheu                                 | Junior Songfestival 2019 28-09-2019                                                            |
| Países Bajos AVROTROS   | «Bailar contigo»                  | Neerlandés e inglés                    | Junior Songfestival 2019 28-09-2019                                                            |
| Polonia TVP             | «Superhero»                       | Viki Gabor                             | Szansa Na Sukces 2019, 29-09-2019                                                              |
| Polonia TVP             | «Superhéroe»                      | Polaco e inglés                        | Szansa Na Sukces 2019, 29-09-2019                                                              |
| Portugal RTP            | «Vem Comigo (Come With Me)»       | Joana Almeida                          | Elección interna, 26-09-2019 (Presentación de la canción, 10-10-2019)                          |
| Portugal RTP            | «Ven conmigo»                     | Portugués e inglés                     | Elección interna, 26-09-2019 (Presentación de la canción, 10-10-2019)                          |
| Rusia RTR               | «A Time For Us»                   | Tatyana Mezhentseva & Denberel Oorzhak | Final Nacional, 24-09-2019                                                                     |
| Rusia RTR               | «Un tiempo para nosotros»         | Ruso e inglés                          | Final Nacional, 24-09-2019                                                                     |
| Serbia RTS              | «Podigni Glas (Raise Your Voice)» | Darija Vračević                        | Presentación de la canción, 07-10-2019 (cantante elegida internamente, 16-09-2019)             |
| Serbia RTS              | «Alza tu voz»                     | Serbio e inglés                        | Presentación de la canción, 07-10-2019 (cantante elegida internamente, 16-09-2019)             |
| Ucrania UA:PBC          | «The Spirit of Music»             | Sophia Ivanko                          | Final nacional, 19-08-2019 (Presentación versión final, 08-10-2019)                            |
| Ucrania UA:PBC          | «El espíritu de la música»        | Ucraniano e inglés                     | Final nacional, 19-08-2019 (Presentación versión final, 08-10-2019)                            |

## Festival

### Orden de actuación
| N° | País                | Artista(s)                             | Canción                           | Lugar | Puntos |
| -- | ------------------- | -------------------------------------- | --------------------------------- | ----- | ------ |
| 01 | Australia           | Jordan Anthony                         | «We Will Rise»                    | 8     | 121    |
| 02 | Francia             | Carla                                  | «Bim Bam Toi»                     | 5     | 169    |
| 03 | Rusia               | Tatyana Mezhentseva & Denberel Oorzhak | «Vremya Dlya Nas (A Time For Us)» | 13    | 72     |
| 04 | Macedonia del Norte | Mila Moskov                            | «Fire»                            | 6     | 150    |
| 05 | España              | Melani García                          | «Marte»                           | 3     | 212    |
| 06 | Georgia             | Giorgi Rostiashvili                    | «We Need Love»                    | 14    | 69     |
| 07 | Bielorrusia         | Liza Misnikova                         | «Pepelny (Ashen)»                 | 11    | 92     |
| 08 | Malta               | Eliana Gomez Blanco                    | «We Are More»                     | 19    | 29     |
| 09 | Gales               | Erin Mai                               | «Calon yn Curo (Heart Beating)»   | 18    | 35     |
| 10 | Kazajistán          | Yerzhan Maxim                          | «Armanyńnyan Qalma»               | 2     | 227    |
| 11 | Polonia             | Viki Gabor                             | «Superhero»                       | 1     | 278    |
| 12 | Irlanda             | Anna Kearney                           | «Banshee»                         | 12    | 73     |
| 13 | Ucrania             | Sophia Ivanko                          | «The Spirit of Music»             | 15    | 59     |
| 14 | Países Bajos        | Matheu                                 | «Dans Met Jou»                    | 4     | 186    |
| 15 | Armenia             | Karina Ignatyan                        | «Colours Of Your Dream»           | 9     | 115    |
| 16 | Portugal            | Joana Almeida                          | «Vem Comigo (Come With Me)»       | 16    | 43     |
| 17 | Italia              | Marta Viola                            | «La Voce Della Terra»             | 7     | 129    |
| 18 | Albania             | Isea Çili                              | «Mikja ime fëmijëri»              | 17    | 36     |
| 19 | Serbia              | Darija Vračević                        | «Podigni Glas (Raise Your Voice)» | 10    | 109    |

### Portavoces
| - Albania - Efi Gjika (Representante de Albania en la edición anterior) - Armenia - Erik Antonyan - Australia - Szymon - Bielorrusia - Emilia Niewinskaja - España - Violeta Leal (Corista de Melani García Gaspar) - Francia - Karolina - Gales - Cadi Morgan - Georgia - Anastasia Garsevanishvili (Concursante en la preselección nacional) - Irlanda - Leo Kearney (Hermano de Anna Kearney) - Italia - Maria Iside Fiore (Representante de Italia en 2017) | - Kazajistán - Aruzhan Hafiz (Portavoz de Kazajistán en la edición anterior) - Macedonia del Norte - Magdalena - Malta - Paula - Países Bajos - Anne Buhre (Representante de Países Bajos en la edición anterior junto con Max Albertazzi) - Polonia - Marianna Józefina Piątkowska - Portugal - Zofía - Rusia - Alisa Khilko & Khryusha (Portavoz de Rusia en la edición anterior) - Serbia - Bojana Radovanović (Representante de Serbia en la edición anterior) - Ucrania - Darina Krasnovetska (Representante de Ucrania en la edición anterior) |

### Tabla de puntuaciones

#### Máximas puntuaciones
| N° | A                   | De                                                                  |
| -- | ------------------- | ------------------------------------------------------------------- |
| 7  | Kazajistán          | Georgia, Bielorrusia, Gales, Polonia, Ucrania, Países Bajos, Serbia |
| 4  | Países Bajos        | Australia, Francia, Armenia, Portugal                               |
| 2  | Polonia             | Kazajistán, España                                                  |
| 2  | España              | Italia, Albania                                                     |
| 1  | Australia           | Rusia                                                               |
| 1  | Serbia              | Macedonia del Norte                                                 |
| 1  | Macedonia del Norte | Malta                                                               |
| 1  | Italia              | Irlanda                                                             |

### Desglose de votación
| Pos. | Jurado              | Puntos |
| ---- | ------------------- | ------ |
| 1    | Kazajistán          | 148    |
| 2    | Polonia             | 112    |
| 3    | España              | 108    |
| 4    | Países Bajos        | 105    |
| 5    | Macedonia del Norte | 100    |
| 6    | Francia             | 85     |
| 7    | Australia           | 82     |
| 8    | Armenia             | 70     |
| 9    | Italia              | 65     |
| 10   | Serbia              | 46     |
| 11   | Bielorrusia         | 44     |
| 12   | Irlanda             | 39     |
| 13   | Georgia             | 37     |
| 14   | Ucrania             | 28     |
| 15   | Rusia               | 15     |
| 16   | Gales               | 9      |
| 17   | Albania             | 7      |
| 18   | Malta               | 2      |
| 19   | Portugal            | 0      |

| Pos. | Votación en línea   | Puntos |
| ---- | ------------------- | ------ |
| 1    | Polonia             | 166    |
| 2    | España              | 104    |
| 3    | Francia             | 84     |
| 4    | Países Bajos        | 81     |
| 5    | Kazajistán          | 79     |
| 6    | Italia              | 64     |
| 7    | Serbia              | 63     |
| 8    | Rusia               | 57     |
| 9    | Macedonia del Norte | 50     |
| 10   | Bielorrusia         | 48     |
| 11   | Armenia             | 45     |
| 12   | Portugal            | 43     |
| 13   | Australia           | 39     |
| 14   | Irlanda             | 34     |
| 15   | Georgia             | 32     |
| 16   | Ucrania             | 31     |
| 17   | Albania             | 29     |
| 18   | Malta               | 27     |
| 19   | Gales               | 26     |

## Otros países

### Miembros activos de la UER
- Alemania: Anunció el 10 de mayo de 2019 que no debutaría en esta edición.[67]
- Andorra: Anunció el 22 de mayo de 2019 que no debutaría en esta edición.[68]
- Azerbaiyán: El 1 de julio de 2019, decidió retirarse sin dar motivo alguno.[69]
- Bélgica: Anunció el 9 de abril de 2019 que no volvería en esta edición.[70]
- Bosnia y Herzegovina: Anunció el 17 de abril de 2019 que no debutaría en esta edición.[71]
- Chipre: Anunció el 10 de junio de 2019 que no volvería en esta edición.[72]
- Croacia: Anunció el 4 de junio de 2019 que no volvería en esta edición.[73]
- Dinamarca: Anunció el 10 de abril de 2019 que no volvería en esta edición.[74]
- Escocia: Anunció el 29 de junio de 2019 que no debutaría en esta edición.[75]
- Eslovaquia: Anunció el 10 de junio de 2019 que no debutaría en esta edición.[76]
- Eslovenia: Anunció el 3 de junio de 2019 que no volvería en esta edición.[77]
- Estonia: Anunció el 10 de abril de 2019 que no debutaría en esta edición.[78]
- Finlandia: Anunció el 10 de junio de 2019 que no debutaría en esta edición.[79]
- Grecia: Anunció el 18 de junio de 2019 que no volvería en esta edición.[80]
- Islandia: Anunció el 23 de mayo de 2019 que no debutaría en esta edición.[81]
- Israel: El 13 de junio de 2019, decidió retirarse por razones económicas.[82]
- Letonia: Anunció el 14 de junio de 2019 que no volvería en esta edición.[83]
- Moldavia: Anunció el 31 de mayo de 2019 que no volvería en esta edición.[84]
- Montenegro: Anunció el 29 de mayo de 2019 que no volvería en esta edición.[85]
- Noruega: Anunció el 11 de abril de 2019 que no volvería en esta edición.[86]
- Reino Unido: Anunció el 8 de abril de 2019 que no volvería en esta edición.[87]
- República Checa: Anunció el 19 de junio de 2019 que no debutaría en esta edición.[88]
- Suecia: Anunció el 11 de abril de 2019 que no volvería en esta edición.[89]
- Suiza: Anunció el 9 de abril de 2019 que no volvería en esta edición.[90]

## Curiosidades
- España vuelve a participar en el certamen tras 13 años de ausencia.
- Es la primera vez que España selecciona a su representante de manera interna.
- Pese a que la canción neerlandesa que ganó este año en Tel Aviv haya sido escogida de manera interna, AVROTROS organiza una vez más el Junior Songfestival para escoger a su representante.
- Kazajistán elige a su artista de manera interna por primera vez.
- La canción de Macedonia del Norte está compuesta por Denis Dimovski, quien curiosamente representó al país en la edición de 2005. Es la primera vez que un exconcursante retorna como compositor.
- Irlanda cambia su formato este año para evitar filtraciones de canción como en las dos últimas ediciones pasadas. Junior Eurovision Éire pasará a ser un talent show pregrabado en la cual su ganador tendrá el derecho de cantar la canción a componer de este año que represente a Irlanda.[91]
- Australia manda por primera vez a un cantante masculino.
- La canción rusa fue filtrada dos días antes de la transmisión de la final nacional diferida.
- El escenario de esta edición tiene cierto parecido con el de la edición adulta de 2011.
- En un principio, Polonia iba a elegir internamente a Ania Dąbrowska, pero TVP decidió qué el programa Szansa na sukces fuera el encargado de seleccionar al representante de su país.[92]
- Anteriormente las canciones de Georgia y Ucrania se iban a llamar: We Want To Love (Queremos amar) y Koly Zdaietsia (Cuando parece) respectivamente.
- En el vídeo de la canción ucraniana aparecen Darina Krasnovetska (Ucrania JESC 2018) y Timur Miroshnychenko (presentador JESC 2009 y 2013, y ESC 2017).
- Anteriormente hubo rumores de qué Emma Cerchi representaría a Francia en esta edición.[93]
- Es la primera vez que Portugal manda una canción con partes en inglés.
- En el vídeo de la canción irlandesa, aparece Linda Martin (ganadora de Eurovisión 1992).
- En el vídeo de la canción georgiana, aparece Tamara Edilashvili (Georgia JESC 2018).
- Yerzhan Maxim participó en la final nacional kazaja de 2018, quedando tercero.
- En un principio, Georgia eligió a Ana Berishvili, como portavoz de los votos de su país. Sin embargo, el 20 de noviembre de 2019, fue sustituida por Anastasia Garsevanishvili.[63]
- Por primera vez en la historia del festival, gana un país por segunda vez consecutivo.[94]
- Polonia también obtuvo dos victorias consecutivas en el Festival de Eurovisión Jóvenes Bailarines (en 2015 y 2017).
- Malta rompió su racha de TOP 10 desde su regreso en 2013 al quedar en último puesto.
- Rusia rompió su racha de TOP 10 desde su debut en 2005 al quedar en decimotercer puesto.
- Por parte del jurado, Portugal obtuvo 0 puntos por segunda vez consecutiva.
- España mantuvo su trayectoria dentro del TOP 5 tras 13 años de ausencia.